# La Chapelle-Montmoreau
Chapelle-Montmoreau – miejscowość i gmina we Francji, w regionie Nowa Akwitania, w departamencie Dordogne.
Według danych na rok 1990 gminę zamieszkiwało 87 osób, a gęstość zaludnienia wynosiła 11 osób/km² (wśród 2290 gmin Akwitanii Chapelle-Montmoreau plasuje się na 1089. miejscu pod względem liczby ludności, natomiast pod względem powierzchni na miejscu 1210.).